# Molí d'en Bonada
El Molí d'en Bonada és un molí fariner o blader, actualment en runes, situat al marge dret del riu Maçanell, afluent del Freser, a Serrat, entitat de població de Queralbs, al camí de Ribesaltes, a la comarca catalana del Ripollès.
A 1 quilòmetre de Serrat, encara es poden veure les ruïnes del que fou el molí fariner.
Està referenciat a l'itinerari 10, Fustanyà-Serrat per la Creu, en el llibre La Vall de Ribes a peu de poble en poble, de Josep Nuet i Badia i Àngels Morell i Fina.
Figura en l'Inventari del Patrimoni Arquitectònic de Catalunya, en la llista de Béns Culturals d'Interès Local (BCIL) amb el Codi IPA-40219 (Base de dades Gaudí) com un immoble d'estil obra popular de l'època XVIII-XIX-XX. També podem trobar la seva referència a la Llista de monuments del Ripollès en l'apartat de Queralbs on s'hi mostra una imatge de la façana principal.

## Descripció

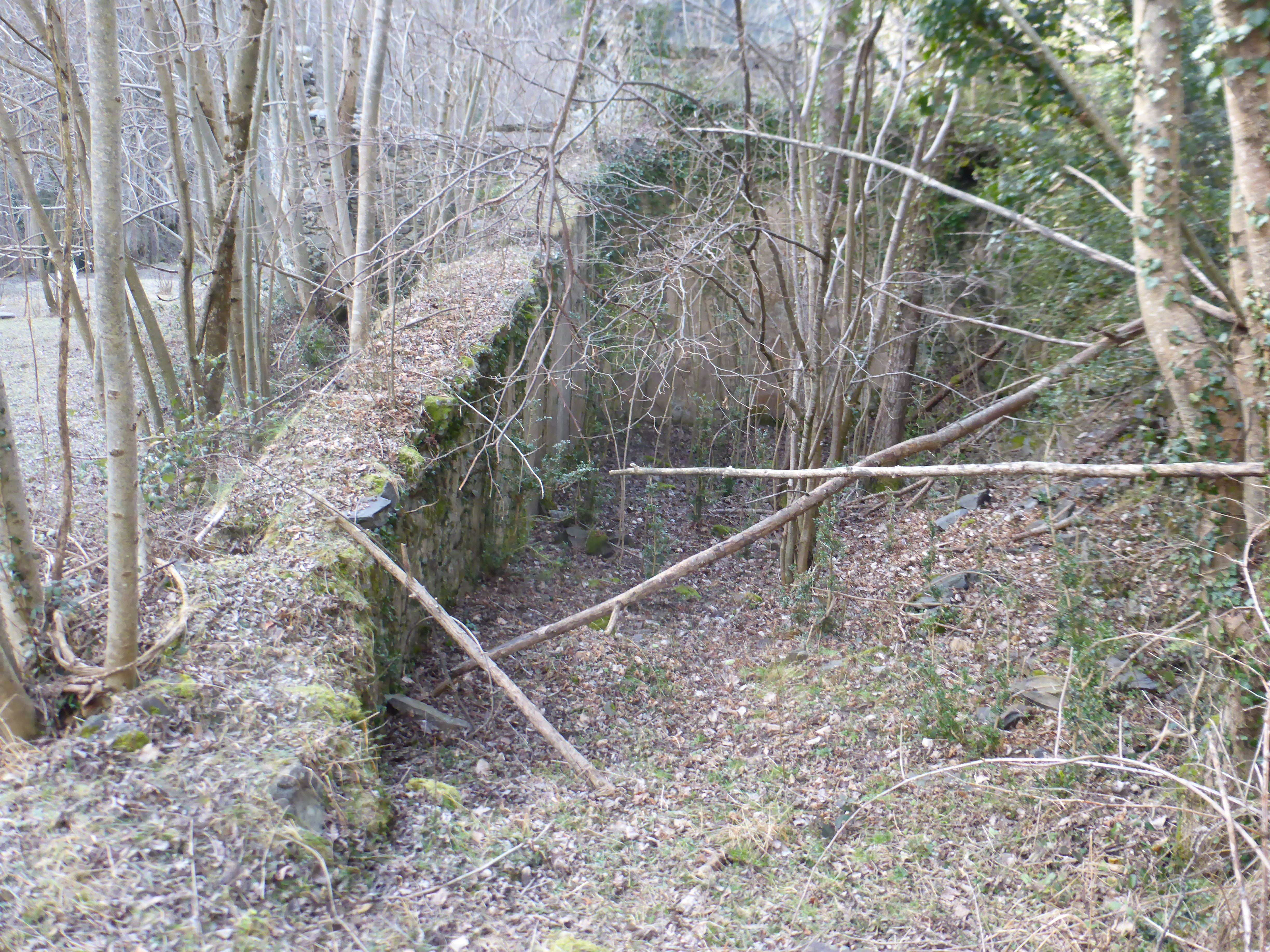
Bassa de 110 m³ a l'entrada de l'edifici

Segons un document datat del mes de juny del 1914 sobre la possessió de l'aprofitament de les aigües per al molí, aquest aprofitava les aigües del Riu Maçanell (antigament Casanell), tenia un salt d'aigua de 7 metres, i estava dotat d'una roda hidràulica de fusta, una mola i una bassa a l'entrada de l'edifici amb una capacitat aproximada de 110 m³ (10m llarg x 3m ample x 3.70m fons). L'aigua era conduïda per una antiquíssima séquia de pedra i terra d'uns 40 metres de longitud. En aquest tipus de molí s'aprofitava la força de l'aigua de rius i rieres amb poc o molt cabal. En el cas de poc cabal s'havien de construir basses.